# Бизь (приток Сылвы)
Бизь — река в России, протекает по территории Шалинского района Свердловской области. Устье реки находится в 337 км от устья Сылвы по правому берегу. Длина реки — 15 км.
В 8,9 км от устья по правому берегу впадает река Межевая.

## География
Берёт своё начало в Шалинском районе Свердловской области в районе урочища Егоровка. Протекая к востоку от горы Сухановской переходит на территории Берёзовского района Пермского края, протекая в урочище Казенное Поле, возвращается на территорию Свердловской области.
Основные притоки: Сизовка, Межевая, Заблудянка, Крутая, Ломовка.

## Данные водного реестра
По данным государственного водного реестра России относится к Камскому бассейновому округу, водохозяйственный участок реки — Сылва от истока и до устья, речной подбассейн реки — Кама до Куйбышевского водохранилища (без бассейнов рек Белой и Вятки). Речной бассейн реки — Кама.
Код объекта в государственном водном реестре — 10010100812111100012395.